# Nelsinho
Nélson Luís Kerchner, noto come Nelsinho (San Paolo, 31 dicembre 1962), è un allenatore di calcio ed ex calciatore brasiliano, di ruolo difensore.

## Caratteristiche tecniche
Giocava come terzino.

## Carriera

### Club
Terzino sinistro, crebbe nelle giovanili del San Paolo; con il club vinse il Campionato Paulista negli anni 1980, 1981, 1985, 1987, 1989 e 1991, e il campionato brasiliano di calcio nel 1986 e nel 1991. Nel 1991 fu mandato in prestito al Flamengo e si infortunò proprio nella partita contro il San Paolo. Tornato quindi al club di partenza, recuperò la forma e vinse il bicampionato (nazionale e statale).
L'anno seguente giocò per il Corinthians, raccogliendo 32 presenze e segnando tre reti. Chiuse poi la carriera nel Kashiwa Reysol.

### Nazionale
Con la Nazionale di calcio del Brasile Giocò ai X Giochi panamericani del 1987 e alla Copa América 1987. In tutto ha collezionato 18 presenze e una rete con la maglia del Brasile.

## Palmarès

### Giocatore

#### Club

##### Competizioni statali
- Campionato paulista: 6

San Paolo: 1980, 1981, 1985, 1987, 1989, 1991

##### Competizioni nazionali
- Campionato brasiliano: 2

San Paolo: 1986, 1991

#### Nazionale
- Giochi panamericani: 1

Indianapolis 1987

#### Individuale
- Bola de Prata: 1

1986